# Svájc a 2006. évi téli olimpiai játékokon
Svájc az olaszországi Torinóban megrendezett 2006. évi téli olimpiai játékok egyik részt vevő nemzete volt. Az országot az olimpián 13 sportágban 140 sportoló képviselte, akik összesen 14 érmet szereztek.

## Érmesek
| Érem  | Versenyző                                                           | Sportág      | Versenyszám                  |
| ----- | ------------------------------------------------------------------- | ------------ | ---------------------------- |
| Arany | Evelyne Leu                                                         | Síakrobatika | Női ugrás                    |
| Arany | Philipp Schoch                                                      | Snowboard    | Férfi parallel giant slalom  |
| Arany | Daniela Meuli                                                       | Snowboard    | Női parallel giant slalom    |
| Arany | Tanja Frieden                                                       | Snowboard    | Női krossz                   |
| Arany | Maya Pedersen-Bieri                                                 | Szkeleton    | Női                          |
| Ezüst | Martina Schild                                                      | Alpesisí     | Női lesiklás                 |
| Ezüst | Mirjam Ott Binia Beeli Valeria Spälty Michèle Moser Manuela Kormann | Curling      | Női                          |
| Ezüst | Stéphane Lambiel                                                    | Műkorcsolya  | Férfi egyéni                 |
| Ezüst | Simon Schoch                                                        | Snowboard    | Férfi parallel giant slalom  |
| Bronz | Bruno Kernen                                                        | Alpesisí     | Férfi lesiklás               |
| Bronz | Ambrosi Hoffmann                                                    | Alpesisí     | Férfi szuperóriás-műlesiklás |
| Bronz | Martin Annen Beat Hefti                                             | Bob          | Férfi kettes                 |
| Bronz | Martin Annen Beat Hefti Cedric Grand Thomas Lamparter               | Bob          | Férfi négyes                 |
| Bronz | Gregor Stähli                                                       | Szkeleton    | Férfi                        |

## Alpesisí
Férfi
| Versenyző           | Versenyszám            | 1. futam      | 1. futam      | 2. futam      | 2. futam      | Összesítés | Összesítés |
| Versenyző           | Versenyszám            | Idő           | Hely.         | Idő           | Hely.         | Idő        | Helyezés   |
| ------------------- | ---------------------- | ------------- | ------------- | ------------- | ------------- | ---------- | ---------- |
| Daniel Albrecht     | Műlesiklás             | 55,33         | 27.           | nem ért célba | nem ért célba | kiesett    | kiesett    |
| Daniel Albrecht     | Óriás-műlesiklás       | nem ért célba | nem ért célba | kiesett       | kiesett       | kiesett    | kiesett    |
| Marc Berthod        | Műlesiklás             | 56,22         | 30.           | 49,78         | 2.            | 1:46,00    | 14.        |
| Marc Berthod        | Óriás-műlesiklás       | 1:19,05       | 20.           | 1:19,20       | 8.            | 2:38,25    | 17.        |
| Didier Cuche        | Óriás-műlesiklás       | 1:19,08       | 21.           | 1:20,25       | 19.           | 2:39,33    | 19.        |
| Didier Cuche        | Szuperóriás-műlesiklás |               |               |               |               | 1:31,50    | 12.        |
| Didier Défago       | Lesiklás               |               |               |               |               | 1:51,51    | 26.        |
| Didier Défago       | Óriás-műlesiklás       | 1:18,03       | 13.           | 1:19,57       | 14.           | 2:37,60    | 14.        |
| Didier Défago       | Szuperóriás-műlesiklás |               |               |               |               | 1:31,90    | 16.        |
| Tobias Grünenfelder | Lesiklás               |               |               |               |               | 1:50,44    | 12.        |
| Ambrosi Hoffmann    | Lesiklás               |               |               |               |               | 1:50,72    | 17.        |
| Ambrosi Hoffmann    | Szuperóriás-műlesiklás |               |               |               |               | 1:30,98    |            |
| Bruno Kernen        | Lesiklás               |               |               |               |               | 1:49,82    |            |
| Bruno Kernen        | Szuperóriás-műlesiklás |               |               |               |               | 1:31,95    | 18.        |
| Silvan Zurbriggen   | Műlesiklás             | 55,17         | 24.           | 50,93         | 13.           | 1:46,10    | 15.        |

| Versenyző         | Versenyszám | Lesiklás | Lesiklás | Műlesiklás    | Műlesiklás    | Műlesiklás | Műlesiklás | Műlesiklás | Műlesiklás | Összesítés | Összesítés |
| Versenyző         | Versenyszám | Lesiklás | Lesiklás | 1. futam      | 1. futam      | 2. futam   | 2. futam   | Össz.      | Össz.      | Összesítés | Összesítés |
| Versenyző         | Versenyszám | Idő      | Hely.    | Idő           | Hely.         | Idő        | Hely.      | Idő        | Hely.      | Idő        | Helyezés   |
| ----------------- | ----------- | -------- | -------- | ------------- | ------------- | ---------- | ---------- | ---------- | ---------- | ---------- | ---------- |
| Daniel Albrecht   | Összetett   | 1:40,47  | 15.      | 45,31         | 8.            | 44,95      | 11.        | 1:30,26    | 8.         | 3:10,73    | 4.         |
| Marc Berthod      | Összetett   | 1:41,24  | 28.      | 45,21         | 7.            | 44,77      | 8.         | 1:29,98    | 7.         | 3:11,22    | 7.         |
| Didier Défago     | Összetett   | 1:38,68  | 2.       | nem ért célba | nem ért célba | kiesett    | kiesett    | kiesett    | kiesett    | kiesett    | kiesett    |
| Silvan Zurbriggen | Összetett   | 1:41,08  | 24.*     | nem ért célba | nem ért célba | kiesett    | kiesett    | kiesett    | kiesett    | kiesett    | kiesett    |

Női
| Versenyző            | Versenyszám            | 1. futam | 1. futam | 2. futam | 2. futam | Összesítés | Összesítés |
| Versenyző            | Versenyszám            | Idő      | Hely.    | Idő      | Hely.    | Idő        | Helyezés   |
| -------------------- | ---------------------- | -------- | -------- | -------- | -------- | ---------- | ---------- |
| Fränzi Aufdenblatten | Lesiklás               |          |          |          |          | 1:57,96    | 12.        |
| Fränzi Aufdenblatten | Óriás-műlesiklás       | 1:03,46  | 28.      | 1:09,16  | 4.       | 2:12,62    | 16.        |
| Fränzi Aufdenblatten | Szuperóriás-műlesiklás |          |          |          |          | 1:34,10    | 17.        |
| Sylviane Berthod     | Lesiklás               |          |          |          |          | 1:58,36    | 14.        |
| Sylviane Berthod     | Szuperóriás-műlesiklás |          |          |          |          | 1:34,00    | 15.        |
| Martina Schild       | Lesiklás               |          |          |          |          | 1:56,86    |            |
| Martina Schild       | Szuperóriás-műlesiklás |          |          |          |          | 1:33,33    | 6.         |
| Nadia Styger         | Lesiklás               |          |          |          |          | 1:57,62    | 5.         |
| Nadia Styger         | Óriás-műlesiklás       | 1:01,87  | 8.       | 1:12,58  | 26.      | 2:14,45    | 24.        |
| Nadia Styger         | Szuperóriás-műlesiklás |          |          |          |          | 1:35,57    | 35.        |

| Versenyző            | Versenyszám | Műlesiklás | Műlesiklás | Műlesiklás | Műlesiklás | Műlesiklás | Műlesiklás | Lesiklás   | Lesiklás   | Összesítés | Összesítés |
| Versenyző            | Versenyszám | 1. futam   | 1. futam   | 2. futam   | 2. futam   | Össz.      | Össz.      | Lesiklás   | Lesiklás   | Összesítés | Összesítés |
| Versenyző            | Versenyszám | Idő        | Hely.      | Idő        | Hely.      | Idő        | Hely.      | Idő        | Hely.      | Idő        | Helyezés   |
| -------------------- | ----------- | ---------- | ---------- | ---------- | ---------- | ---------- | ---------- | ---------- | ---------- | ---------- | ---------- |
| Fränzi Aufdenblatten | Összetett   | 41,22      | 29.        | 47,23      | 29.        | 1:28,45    | 28.        | nem indult | nem indult | kiesett    | kiesett    |

* - egy másik versenyzővel azonos eredményt ért el

## Biatlon
Férfi
| Versenyző          | Versenyszám           | Lövőhiba    | Időeredmény | Helyezés |
| ------------------ | --------------------- | ----------- | ----------- | -------- |
| Simon Hallenbarter | 10 km sprint          | 5 (4+1)     | 30:05,7     | 65.      |
| Simon Hallenbarter | 20 km egyéni          | 8 (3+1+1+3) | 1:04:37,0   | 76.      |
| Matthias Simmen    | 10 km sprint          | 3 (2+1)     | 28:56,3     | 43.      |
| Matthias Simmen    | 12,5 km üldözőverseny | 1 (1+0+0+0) | 38:08,8     | 23.      |
| Matthias Simmen    | 20 km egyéni          | 5 (2+0+0+3) | 1:01:04,9   | 52.      |

## Bob
Férfi
| Versenyző                                             | Versenyszám | 1. futam | 1. futam | 2. futam | 2. futam | 3. futam | 3. futam | 4. futam | 4. futam | Összesítés | Összesítés |
| Versenyző                                             | Versenyszám | Idő      | Hely.    | Idő      | Hely.    | Idő      | Hely.    | Idő      | Hely.    | Idő        | Helyezés   |
| ----------------------------------------------------- | ----------- | -------- | -------- | -------- | -------- | -------- | -------- | -------- | -------- | ---------- | ---------- |
| Martin Annen Beat Hefti                               | Kettes      | 55,54    | 2.*      | 55,67    | 2.       | 56,18    | 5.       | 56,34    | 1.       | 3:43,73    |            |
| Ivo Rüegg Cédric Grand                                | Kettes      | 55,85    | 8.       | 55,74    | 5.       | 56,37    | 8.       | 56,90    | 8.*      | 3:44,86    | 8.         |
| Martin Annen Beat Hefti Thomas Lamparter Cédric Grand | Négyes      | 55,26    | 3.       | 55,37    | 2.       | 55,00    | 5.       | 55,20    | 4.*      | 3:40,83    |            |
| Ivo Rüegg Andy Gees Roman Handschin Christian Aebli   | Négyes      | 55,65    | 9.       | 55,63    | 9.       | 55,22    | 9.       | 55,30    | 7.       | 3:41,80    | 8.         |

Női
| Versenyző                 | Versenyszám | 1. futam | 1. futam | 2. futam | 2. futam | 3. futam | 3. futam | 4. futam | 4. futam | Összesítés | Összesítés |
| Versenyző                 | Versenyszám | Idő      | Hely.    | Idő      | Hely.    | Idő      | Hely.    | Idő      | Hely.    | Idő        | Helyezés   |
| ------------------------- | ----------- | -------- | -------- | -------- | -------- | -------- | -------- | -------- | -------- | ---------- | ---------- |
| Maya Bamert Martina Feusi | Kettes      | 57,72    | 7.       | 57,78    | 10.      | 58,00    | 5.       | 58,54    | 11.      | 3:52,04    | 8.         |
| Sabina Hafner Cora Huber  | Kettes      | 57,86    | 9.       | 57,92    | 12.      | 58,73    | 13.      | 58,35    | 8.*      | 3:52,86    | 10.        |

* - egy másik csapattal azonos eredményt ért el

## Curling

### Férfi
- Ralph Stöckli
- Claudio Pescia
- Pascal Sieber
- Simon Strübin
- Marco Battilana

#### Eredmények
Csoportkör
| Nemzet           | Szkip                  | Gy | V | P+ | P- | Gy end | V end | D end | Saját rabolt endek | Lökés % |
| ---------------- | ---------------------- | -- | - | -- | -- | ------ | ----- | ----- | ------------------ | ------- |
| Finnország       | Markku Uusipaavalniemi | 7  | 2 | 53 | 40 | 32     | 31    | 23    | 9                  | 78%     |
| Kanada           | Brad Gushue            | 6  | 3 | 66 | 46 | 47     | 31    | 9     | 23                 | 80%     |
| Egyesült Államok | Pete Fenson            | 6  | 3 | 66 | 47 | 36     | 33    | 16    | 13                 | 80%     |
| Nagy-Britannia   | David Murdoch          | 6  | 3 | 59 | 49 | 36     | 31    | 17    | 12                 | 81%     |
| Norvégia         | Pål Trulsen            | 5  | 4 | 57 | 47 | 33     | 32    | 17    | 9                  | 78%     |
| Svájc            | Ralph Stöckli          | 5  | 4 | 56 | 45 | 31     | 34    | 18    | 10                 | 76%     |
| Olaszország      | Joël Retornaz          | 4  | 5 | 47 | 66 | 37     | 38    | 10    | 7                  | 70%     |
| Németország      | Andy Kapp              | 3  | 6 | 53 | 55 | 34     | 34    | 17    | 12                 | 77%     |
| Svédország       | Peja Lindholm          | 3  | 6 | 45 | 68 | 31     | 40    | 12    | 4                  | 78%     |
| Új-Zéland        | Sean Becker            | 0  | 9 | 37 | 76 | 28     | 41    | 12    | 6                  | 69%     |

- február 13., 09:00

| Csapat             | Csapat                       | 1 | 2 | 3 | 4 | 5 | 6 | 7 | 8 | 9 | 10 | VE |
|                    | Finnország (Uusipaavalniemi) | 0 | 1 | 0 | 1 | 0 | 0 | 0 | 0 | 0 | X  | 2  |
| 1. end utolsó köve | Svájc (Stöckli)              | 2 | 0 | 1 | 0 | 0 | 1 | 2 | 0 | 1 | X  | 7  |

- február 14., 14:00

| Csapat             | Csapat             | 1 | 2 | 3 | 4 | 5 | 6 | 7 | 8 | 9 | 10 | VE |
|                    | Norvégia (Trulsen) | 0 | 0 | 0 | 0 | 1 | 0 | 0 | 3 | 3 | X  | 5  |
| 1. end utolsó köve | Svájc (Stöckli)    | 0 | 0 | 0 | 1 | 0 | 1 | 0 | 0 | 0 | X  | 2  |

- február 15., 19:00

| Csapat             | Csapat          | 1 | 2 | 3 | 4 | 5 | 6 | 7 | 8 | 9 | 10 | VE |
| 1. end utolsó köve | Kanada (Gushue) | 1 | 0 | 0 | 1 | 1 | 1 | 1 | 1 | 0 | 1  | 7  |
|                    | Svájc (Stöckli) | 0 | 1 | 3 | 0 | 0 | 0 | 0 | 0 | 1 | 0  | 5  |

- február 16., 14:00

| Csapat             | Csapat             | 1 | 2 | 3 | 4 | 5 | 6 | 7 | 8 | 9 | 10 | VE |
| 1. end utolsó köve | Svájc (Stöckli)    | 2 | 0 | 0 | 0 | 2 | 0 | 1 | 3 | 0 | 1  | 9  |
|                    | Új-Zéland (Becker) | 0 | 2 | 0 | 1 | 0 | 2 | 0 | 0 | 2 | 0  | 7  |

- február 17., 09:00

| Csapat             | Csapat             | 1 | 2 | 3 | 4 | 5 | 6 | 7 | 8 | 9 | 10 | VE |
|                    | Svájc (Stöckli)    | 2 | 0 | 0 | 0 | 0 | 2 | 0 | 0 | 4 | 0  | 8  |
| 1. end utolsó köve | Németország (Kapp) | 0 | 0 | 0 | 1 | 1 | 0 | 1 | 0 | 0 | 1  | 5  |

- február 17., 19:00

| Csapat             | Csapat                    | 1 | 2 | 3 | 4 | 5 | 6 | 7 | 8 | 9 | 10 | VE |
| 1. end utolsó köve | Egyesült Államok (Fenson) | 0 | 0 | 2 | 0 | 0 | 1 | 1 | 0 | 2 | 1  | 7  |
|                    | Svájc (Stöckli)           | 0 | 0 | 0 | 0 | 1 | 0 | 0 | 2 | 0 | 0  | 3  |

- február 18., 14:00

| Csapat             | Csapat                   | 1 | 2 | 3 | 4 | 5 | 6 | 7 | 8 | 9 | 10 | VE |
| 1. end utolsó köve | Svájc (Stöckli)          | 2 | 0 | 0 | 0 | 0 | 0 | 1 | 2 | 0 | 0  | 5  |
|                    | Nagy-Britannia (Murdoch) | 0 | 1 | 1 | 0 | 1 | 0 | 0 | 0 | 2 | 1  | 6  |

- február 19., 19:00

| Csapat             | Csapat                | 1 | 2 | 3 | 4 | 5 | 6 | 7 | 8 | 9 | 10 | VE |
| 1. end utolsó köve | Svédország (Lindholm) | 0 | 0 | 2 | 0 | 0 | 1 | 0 | 0 | 0 | X  | 3  |
|                    | Svájc (Stöckli)       | 0 | 1 | 0 | 0 | 2 | 0 | 1 | 3 | 1 | X  | 8  |

- február 20., 14:00

| Csapat             | Csapat                 | 1 | 2 | 3 | 4 | 5 | 6 | 7 | 8 | 9 | 10 | VE |
| 1. end utolsó köve | Svájc (Stöckli)        | 4 | 0 | 1 | 0 | 3 | 2 | X | X | X | X  | 10 |
|                    | Olaszország (Retornaz) | 0 | 1 | 0 | 1 | 0 | 0 | X | X | X | X  | 2  |

| Csapat | Helyezés |
| ------ | -------- |
| Svájc  | 6.       |

### Női
- Mirjam Ott
- Binia Beeli
- Valeria Spälty
- Michèle Moser-Knobel
- Manuela Kormann

#### Eredmények
Csoportkör
| Nemzet           | Szkip               | Gy | V | P+ | P- | Gy end | V end | D end | Saját rabolt endek | Lökés % |
| ---------------- | ------------------- | -- | - | -- | -- | ------ | ----- | ----- | ------------------ | ------- |
| Svédország       | Anette Norberg      | 7  | 2 | 61 | 54 | 41     | 36    | 14    | 11                 | 79%     |
| Svájc            | Mirjam Ott          | 7  | 2 | 74 | 44 | 37     | 32    | 11    | 10                 | 75%     |
| Kanada           | Shannon Kleibrink   | 6  | 3 | 68 | 51 | 39     | 32    | 16    | 10                 | 75%     |
| Norvégia         | Dordi Nordby        | 6  | 3 | 73 | 54 | 45     | 32    | 5     | 16                 | 73%     |
| Nagy-Britannia   | Rhona Martin        | 5  | 4 | 55 | 54 | 31     | 35    | 17    | 6                  | 76%     |
| Oroszország      | Ljudmila Privivkova | 5  | 4 | 57 | 60 | 41     | 36    | 14    | 11                 | 77%     |
| Japán            | Onodera Ajumi       | 4  | 5 | 53 | 59 | 36     | 35    | 16    | 11                 | 72%     |
| Egyesült Államok | Cassandra Johnson   | 2  | 7 | 58 | 66 | 34     | 38    | 11    | 9                  | 73%     |
| Dánia            | Dorthe Holm         | 2  | 7 | 47 | 69 | 27     | 42    | 12    | 3                  | 72%     |
| Olaszország      | Diana Gaspari       | 1  | 8 | 44 | 79 | 33     | 43    | 9     | 4                  | 66%     |

- február 13., 14:00

| Csapat             | Csapat                | 1 | 2 | 3 | 4 | 5 | 6 | 7 | 8 | 9 | 10 | VE |
|                    | Svájc (Ott)           | 0 | 0 | 4 | 0 | 2 | 0 | 3 | 2 | X | X  | 11 |
| 1. end utolsó köve | Olaszország (Gaspari) | 1 | 0 | 0 | 2 | 0 | 1 | 0 | 0 | X | X  | 4  |

- február 14., 09:00

| Csapat             | Csapat                  | 1 | 2 | 3 | 4 | 5 | 6 | 7 | 8 | 9 | 10 | VE |
|                    | Svájc (Ott)             | 0 | 0 | 0 | 2 | 1 | 0 | 1 | 0 | 0 | 0  | 4  |
| 1. end utolsó köve | Nagy-Britannia (Martin) | 0 | 0 | 2 | 0 | 0 | 1 | 0 | 1 | 0 | 1  | 5  |

- február 14., 19:00

| Csapat             | Csapat            | 1 | 2 | 3 | 4 | 5 | 6 | 7 | 8 | 9 | 10 | VE |
|                    | Norvégia (Nordby) | 0 | 1 | 0 | 0 | 0 | 1 | 0 | X | X | X  | 2  |
| 1. end utolsó köve | Svájc (Ott)       | 2 | 0 | 1 | 1 | 1 | 0 | 4 | X | X | X  | 9  |

- február 16., 09:00

| Csapat             | Csapat             | 1 | 2 | 3 | 4 | 5 | 6 | 7 | 8 | 9 | 10 | VE |
| 1. end utolsó köve | Kanada (Kleibrink) | 0 | 1 | 0 | 0 | 2 | 0 | 1 | 0 | 1 | 0  | 5  |
|                    | Svájc (Ott)        | 0 | 0 | 0 | 3 | 0 | 0 | 0 | 2 | 0 | 1  | 6  |

- február 16., 19:00

| Csapat             | Csapat       | 1 | 2 | 3 | 4 | 5 | 6 | 7 | 8 | 9 | 10 | VE |
|                    | Dánia (Holm) | 0 | 0 | 1 | 1 | 0 | 0 | 0 | X | X | X  | 2  |
| 1. end utolsó köve | Svájc (Ott)  | 0 | 3 | 0 | 0 | 1 | 3 | 3 | X | X | X  | 10 |

- február 17., 14:00

| Csapat             | Csapat               | 1 | 2 | 3 | 4 | 5 | 6 | 7 | 8 | 9 | 10 | VE |
|                    | Svájc (Ott)          | 2 | 0 | 1 | 0 | 0 | 1 | 0 | 2 | 0 | 1  | 7  |
| 1. end utolsó köve | Svédország (Norberg) | 0 | 1 | 0 | 2 | 0 | 0 | 2 | 0 | 4 | 0  | 9  |

- február 18., 09:00

| Csapat             | Csapat                   | 1 | 2 | 3 | 4 | 5 | 6 | 7 | 8 | 9 | 10 | VE |
|                    | Oroszország (Privivkova) | 0 | 0 | 1 | 0 | 1 | 0 | 0 | 1 | 0 | 1  | 4  |
| 1. end utolsó köve | Svájc (Ott)              | 1 | 2 | 0 | 1 | 0 | 0 | 3 | 0 | 0 | 0  | 7  |

- február 19., 14:00

| Csapat             | Csapat                     | 1 | 2 | 3 | 4 | 5 | 6 | 7 | 8 | 9 | 10 | VE |
|                    | Svájc (Ott)                | 0 | 2 | 2 | 0 | 0 | 1 | 0 | 1 | 0 | 3  | 9  |
| 1. end utolsó köve | Egyesült Államok (Johnson) | 2 | 0 | 0 | 1 | 2 | 0 | 2 | 0 | 1 | 0  | 8  |

- február 20., 19:00

| Csapat             | Csapat          | 1 | 2 | 3 | 4 | 5 | 6 | 7 | 8 | 9 | 10 | VE |
| 1. end utolsó köve | Svájc (Ott)     | 1 | 2 | 0 | 4 | 0 | 0 | 0 | 4 | X | X  | 11 |
|                    | Japán (Onodera) | 0 | 0 | 2 | 0 | 1 | 1 | 1 | 0 | X | X  | 5  |

Elődöntő
- február 22., 14:00

| Csapat             | Csapat             | 1 | 2 | 3 | 4 | 5 | 6 | 7 | 8 | 9 | 10 | VE |
|                    | Svájc (Ott)        | 0 | 0 | 3 | 0 | 1 | 1 | 0 | 2 | 0 | 0  | 7  |
| 1. end utolsó köve | Kanada (Kleibrink) | 0 | 1 | 0 | 1 | 0 | 0 | 2 | 0 | 1 | 0  | 5  |

Döntő
- február 23., 17:30

| Csapat             | Csapat               | 1 | 2 | 3 | 4 | 5 | 6 | 7 | 8 | 9 | 10 | 11 | VE |
| 1. end utolsó köve | Svédország (Norberg) | 0 | 2 | 0 | 1 | 0 | 1 | 1 | 0 | 1 | 0  | 1  | 7  |
|                    | Svájc (Ott)          | 0 | 0 | 2 | 0 | 0 | 0 | 0 | 2 | 0 | 2  | 0  | 6  |

| Csapat | Helyezés |
| ------ | -------- |
| Svájc  |          |

## Északi összetett
| Versenyző                                           | Versenyszám        | Síugrás | Síugrás | Síugrás    | Sífutás | Sífutás | Összesítés | Összesítés |
| Versenyző                                           | Versenyszám        | Pont    | Hely.   | Időhátrány | Idő     | Hely.   | Idő        | Helyezés   |
| --------------------------------------------------- | ------------------ | ------- | ------- | ---------- | ------- | ------- | ---------- | ---------- |
| Ronny Heer                                          | Normálsánc + 15 km | 213,5   | 26.*    | +3:16      | 40:11,0 | 23.     | 43:27,0    | 24.        |
| Ronny Heer                                          | Nagysánc + 7,5 km  | 105,6   | 22.     | +1:20      | 18:17,7 | 17.     | 19:37,7    | 20.        |
| Andreas Hurschler                                   | Normálsánc + 15 km | 193,5   | 39.     | +4:36      | 38:45,9 | 5.      | 43:21,9    | 23.        |
| Andreas Hurschler                                   | Nagysánc + 7,5 km  | 98,1    | 33.     | +1:50      | 17:51,6 | 5.      | 19:41,6    | 21.        |
| Seppi Hurschler                                     | Normálsánc + 15 km | 211,0   | 30.     | +3:26      | 39:52,4 | 20.     | 43:18,4    | 22.        |
| Seppi Hurschler                                     | Nagysánc + 7,5 km  | 105,3   | 24.     | +1:22      | 18:29,4 | 23.     | 19:51,4    | 24.        |
| Ivan Rieder                                         | Normálsánc + 15 km | 230,0   | 14.     | +2:10      | 41:48,6 | 39.     | 43:58,6    | 27.        |
| Ivan Rieder                                         | Nagysánc + 7,5 km  | 105,5   | 23.     | +1:21      | 19:21,0 | 40.     | 20:42,0    | 36.        |
| Ronny Heer Andreas Hurschler Ivan Rieder Jan Schmid | Csapat             | 839,6   | 7.      | +1:14      | 50:00,9 | 3.      | 51:14,9    | 4.         |

* - egy másik versenyzővel azonos eredményt ért el

## Jégkorong

### Férfi
| Svájci nemzeti férfi jégkorongcsapat-játékoskeret | Svájci nemzeti férfi jégkorongcsapat-játékoskeret | Svájci nemzeti férfi jégkorongcsapat-játékoskeret | Svájci nemzeti férfi jégkorongcsapat-játékoskeret | Svájci nemzeti férfi jégkorongcsapat-játékoskeret | Svájci nemzeti férfi jégkorongcsapat-játékoskeret | Svájci nemzeti férfi jégkorongcsapat-játékoskeret |
| #                                                 | Név                                               | Poszt                                             | Magasság                                          | Súly                                              | Kor                                               | Klub                                              |
| ------------------------------------------------- | ------------------------------------------------- | ------------------------------------------------- | ------------------------------------------------- | ------------------------------------------------- | ------------------------------------------------- | ------------------------------------------------- |
| 40                                                | David Aebischer                                   | K                                                 | 186                                               | 84                                                | 1978. február 7. (28 évesen)                      | Colorado Avalanche                                |
| 44                                                | Marco Bührer                                      | K                                                 | 178                                               | 82                                                | 1979. október 9. (26 évesen)                      | SC Bern                                           |
| 26                                                | Martin Gerber                                     | K                                                 | 185                                               | 91                                                | 1974. szeptember 3. (31 évesen)                   | Carolina Hurricanes                               |
| 3                                                 | Julien Vauclair                                   | V                                                 | 183                                               | 92                                                | 1979. október 2. (26 évesen)                      | HC Lugano                                         |
| 5                                                 | Severin Blindenbacher                             | V                                                 | 180                                               | 84                                                | 1983. március 15. (22 évesen)                     | ZSC Lions                                         |
| 7                                                 | Mark Streit                                       | V                                                 | 185                                               | 90                                                | 1977. december 11. (28 évesen)                    | Montréal Canadiens                                |
| 22                                                | Olivier Keller                                    | V                                                 | 188                                               | 95                                                | 1971. március 20. (34 évesen)                     | EHC Basel                                         |
| 29                                                | Beat Forster                                      | V                                                 | 185                                               | 100                                               | 1983. február 2. (23 évesen)                      | ZSC Lions                                         |
| 31                                                | Mathias Seger                                     | V                                                 | 181                                               | 87                                                | 1977. december 17. (28 évesen)                    | ZSC Lions                                         |
| 33                                                | Steve Hirschi                                     | V                                                 | 179                                               | 85                                                | 1981. szeptember 18. (24 évesen)                  | HC Lugano                                         |
| 57                                                | Goran Bezina                                      | V                                                 | 190                                               | 102                                               | 1980. március 21. (25 évesen)                     | Genève-Servette HC                                |
| 4                                                 | Flavien Conne                                     | T                                                 | 177                                               | 82                                                | 1980. április 1. (25 évesen)                      | HC Lugano                                         |
| 10                                                | Andres Ambühl                                     | T                                                 | 177                                               | 79                                                | 1983. szeptember 14. (22 évesen)                  | HC Davos                                          |
| 12                                                | Patric Della Rossa                                | T                                                 | 187                                               | 92                                                | 1975. július 28. (30 évesen)                      | EV Zug                                            |
| 15                                                | Paul DiPietro                                     | T                                                 | 175                                               | 82                                                | 1970. szeptember 8. (35 évesen)                   | EV Zug                                            |
| 21                                                | Patrick Fischer                                   | T                                                 | 181                                               | 85                                                | 1975. szeptember 6. (30 évesen)                   | EV Zug                                            |
| 23                                                | Thierry Paterlini                                 | T                                                 | 183                                               | 94                                                | 1975. április 27. (30 évesen)                     | ZSC Lions                                         |
| 28                                                | Martin Plüss                                      | T                                                 | 174                                               | 80                                                | 1977. április 5. (28 évesen)                      | Frölunda Indians                                  |
| 30                                                | Marcel Jenni                                      | T                                                 | 180                                               | 84                                                | 1974. március 2. (31 évesen)                      | Kloten Flyers                                     |
| 32                                                | Ivo Rüthemann                                     | T                                                 | 172                                               | 76                                                | 1976. december 12. (29 évesen)                    | SC Bern                                           |
| 35                                                | Sandy Jeannin                                     | T                                                 | 180                                               | 83                                                | 1976. február 28. (29 évesen)                     | HC Lugano                                         |
| 38                                                | Thomas Ziegler                                    | T                                                 | 180                                               | 85                                                | 1978. június 9. (27 évesen)                       | SC Bern                                           |
| 67                                                | Romano Lemm                                       | T                                                 | 182                                               | 86                                                | 1984. június 25. (21 évesen)                      | Kloten Flyers                                     |
| 97                                                | Adrian Wichser                                    | T                                                 | 181                                               | 80                                                | 1980. március 18. (25 évesen)                     | ZSC Lions                                         |
| Vezetőedző: Peter Zahner                          | Vezetőedző: Peter Zahner                          | Vezetőedző: Peter Zahner                          | Vezetőedző: Peter Zahner                          | Vezetőedző: Peter Zahner                          | 1961. január 19. (45 évesen)                      | 1961. január 19. (45 évesen)                      |

- Posztok rövidítései: K – Kapus, V – Védő, T – Támadó
- Kor: 2006. február 15-i kora

#### Eredmények
A csoport
| Nemzet      | M | Gy | D | V | G+ | G– | Gk  | P  |
| ----------- | - | -- | - | - | -- | -- | --- | -- |
| Finnország  | 5 | 5  | 0 | 0 | 19 | 2  | +17 | 10 |
| Svájc       | 5 | 2  | 2 | 1 | 10 | 12 | –2  | 6  |
| Kanada      | 5 | 3  | 0 | 2 | 15 | 9  | +6  | 6  |
| Csehország  | 5 | 2  | 0 | 3 | 14 | 12 | +2  | 4  |
| Németország | 5 | 0  | 2 | 3 | 7  | 16 | –9  | 2  |
| Olaszország | 5 | 0  | 2 | 3 | 9  | 23 | –14 | 2  |

- Azonos pontszám esetén elsősorban az egymás elleni eredmény döntött, majd pedig a gólarány.

| 2006. február 15. 15:35 | Svájc (SUI) | 0 – 5 (0–1, 0–4, 0–0) | Finnország | Torino Esposizioni Nézőszám: 2960 |

| Jegyzőkönyv | Jegyzőkönyv | Jegyzőkönyv                               | Jegyzőkönyv | Jegyzőkönyv                            |
| --- | ----------- | ----------------------------------------- | ----------- | -------------------------------------- |
| |             |                                           |             | Játékvezető: Don Van Massenhoven (CAN) |
| \| \| 0 – 1 \| 13:07 - O. Jokinen (Peltonen) (PP) \| \| \| 0 – 2 \| 23:35 - Numminen (Selänne, Lehtinen) (PP) \| \| \| 0 – 3 \| 28:04 - O Jokinen (Peltonen, J. Jokinen) \| \| \| 0 – 4 \| 33:25 - Selänne (S. Koivu) \| \| \| 0 – 5 \| 39:25 - Selänne (Lehtinen, O. Jokinen) \| |             |                                           |             |                                        |
| 10 perc | Büntetések  | 8 perc                                    |             |                                        |
| 24 | Lövések     | 37                                        |             |                                        |
| | 0 – 1       | 13:07 - O. Jokinen (Peltonen) (PP)        |             |                                        |
| | 0 – 2       | 23:35 - Numminen (Selänne, Lehtinen) (PP) |             |                                        |
| | 0 – 3       | 28:04 - O Jokinen (Peltonen, J. Jokinen)  |             |                                        |
| | 0 – 4       | 33:25 - Selänne (S. Koivu)                |             |                                        |
| | 0 – 5       | 39:25 - Selänne (Lehtinen, O. Jokinen)    |             |                                        |

| 2006. február 16. 13:05 | Csehország (CZE) | 2 – 3 (0–1, 1–1, 1–1) | Svájc | Torino Esposizioni Nézőszám: 3400 |

| Jegyzőkönyv | Jegyzőkönyv | Jegyzőkönyv                   | Jegyzőkönyv | Jegyzőkönyv                     |
| --- | ----------- | ----------------------------- | ----------- | ------------------------------- |
| |             |                               |             | Játékvezető: Dennis Larue (USA) |
| \| \| 0 – 1 \| 5:11 - Ziegler (Rüthemann) \| \| Jágr (Straka, Prospal) - 22:55 \| 1 – 1 \| \| \| \| 1 – 2 \| 29:44 - Paterlini (SH) \| \| Židlický (Hemský, Ručínský) - 41:00 \| 2 – 2 \| \| \| \| 2 – 3 \| 46:42 - Streit (Seger, Plüss) \| |             |                               |             |                                 |
| 14 perc | Büntetések  | 20 perc                       |             |                                 |
| 42 | Lövések     | 19                            |             |                                 |
| | 0 – 1       | 5:11 - Ziegler (Rüthemann)    |             |                                 |
| Jágr (Straka, Prospal) - 22:55 | 1 – 1       |                               |             |                                 |
| | 1 – 2       | 29:44 - Paterlini (SH)        |             |                                 |
| Židlický (Hemský, Ručínský) - 41:00 | 2 – 2       |                               |             |                                 |
| | 2 – 3       | 46:42 - Streit (Seger, Plüss) |             |                                 |

| 2006. február 18. 15:35 | Kanada (CAN) | 0 – 2 (0–1, 0–1, 0–0) | Svájc | Torino Esposizioni Nézőszám: 4769 |

| Jegyzőkönyv                                                                                                  | Jegyzőkönyv | Jegyzőkönyv                              | Jegyzőkönyv | Jegyzőkönyv                            |
| --- | ----------- | ---------------------------------------- | ----------- | -------------------------------------- |
| |             |                                          |             | Játékvezető: Vjacseszlav Bulanov (RUS) |
| \| \| 0 – 1 \| 18:19 - di Pietro (Della Rossa) \| \| \| 0 – 2 \| 28:47 - di Pietro (Bezina, Streit) (PP2) \| |             |                                          |             |                                        |
| 34 perc | Büntetések  | 42 perc                                  |             |                                        |
| 49 | Lövések     | 18                                       |             |                                        |
| | 0 – 1       | 18:19 - di Pietro (Della Rossa)          |             |                                        |
| | 0 – 2       | 28:47 - di Pietro (Bezina, Streit) (PP2) |             |                                        |

| 2006. február 19. 12:05 | Németország (GER) | 2 – 2 (0–0, 1–2, 1–0) | Svájc | Palasport Olimpico Nézőszám: 8756 |

| Jegyzőkönyv | Jegyzőkönyv | Jegyzőkönyv                     | Jegyzőkönyv | Jegyzőkönyv                            |
| --- | ----------- | ------------------------------- | ----------- | -------------------------------------- |
| |             |                                 |             | Játékvezető: Don Van Massenhoven (CAN) |
| \| Felski (Ehrhoff) - 22:20 \| 1 – 0 \| \| \| \| 1 – 1 \| 28:17 - Conne (Fischer) \| \| \| 1 – 2 \| 38:05 - di Pietro (Della Rossa) \| \| Boos (Lewandowski) - 52:09 \| 2 – 2 \| \| |             |                                 |             |                                        |
| 8 perc | Büntetések  | 8 perc                          |             |                                        |
| 28 | Lövések     | 25                              |             |                                        |
| Felski (Ehrhoff) - 22:20 | 1 – 0       |                                 |             |                                        |
| | 1 – 1       | 28:17 - Conne (Fischer)         |             |                                        |
| | 1 – 2       | 38:05 - di Pietro (Della Rossa) |             |                                        |
| Boos (Lewandowski) - 52:09 | 2 – 2       |                                 |             |                                        |

| 2006. február 21. 12:35 | Svájc (SUI) | 3 – 3 (2–1, 0–1, 1–1) | Olaszország | Palasport Olimpico Nézőszám: 8529 |

| Jegyzőkönyv | Jegyzőkönyv | Jegyzőkönyv                              | Jegyzőkönyv | Jegyzőkönyv                     |
| --- | ----------- | ---------------------------------------- | ----------- | ------------------------------- |
| |             |                                          |             | Játékvezető: Dennis Larue (USA) |
| \| Lemm (Bezina, Blindenbacher) (PP) - 3:06 \| 1 – 0 \| \| \| Fischer (Plüss) - 6:33 \| 2 – 0 \| \| \| \| 2 – 1 \| 15:41 - Busillo (Nardella) (PP) \| \| \| 2 – 2 \| 20:53 - Trevisani (Cirone, Busillo) (PP) \| \| \| 2 – 3 \| 46:13 - Iob (de Bettin) \| \| Rüthemann - 56:38 \| 3 – 3 \| \| |             |                                          |             |                                 |
| 14 perc | Büntetések  | 10 perc                                  |             |                                 |
| 25 | Lövések     | 35                                       |             |                                 |
| Lemm (Bezina, Blindenbacher) (PP) - 3:06 | 1 – 0       |                                          |             |                                 |
| Fischer (Plüss) - 6:33 | 2 – 0       |                                          |             |                                 |
| | 2 – 1       | 15:41 - Busillo (Nardella) (PP)          |             |                                 |
| | 2 – 2       | 20:53 - Trevisani (Cirone, Busillo) (PP) |             |                                 |
| | 2 – 3       | 46:13 - Iob (de Bettin)                  |             |                                 |
| Rüthemann - 56:38 | 3 – 3       |                                          |             |                                 |

Negyeddöntő
| 2006. február 22. 16:35 | Svájc (SUI) | 2 – 6 (1–2, 0–3, 1–1) | Svédország | Torino Esposizioni Nézőszám: 2970 |

| Jegyzőkönyv | Jegyzőkönyv | Jegyzőkönyv                                   | Jegyzőkönyv | Jegyzőkönyv                      |
| --- | ----------- | --------------------------------------------- | ----------- | -------------------------------- |
| |             |                                               |             | Játékvezető: Dan Marouelli (CAN) |
| \| \| 0 - 1 \| 3:06 - H. Sedin (D. Sedin, Lidström) \| \| Streit (Della Rossa, Plüss) - 8:37 \| 1 - 1 \| \| \| \| 1 - 2 \| 13:49 - Modin (Forsberg, Alfredsson) \| \| \| 1 - 3 \| 22:17 - Zetterberg (Holmström, K. Jönsson) \| \| \| 1 - 4 \| 29:07 - M. Sundin (Lidström, Alfredsson) (PP) \| \| \| 1 - 5 \| M. Sundin (Forsberg, Tjärnqvist) \| \| Lemm (Rüthemann) - 40:49 \| 2 - 5 \| \| \| \| 2 - 6 \| 48:36 - Påhlsson (Alfredsson, Axelsson) \| |             |                                               |             |                                  |
| 8 perc | Büntetések  | 2 perc                                        |             |                                  |
| 29 | Lövések     | 27                                            |             |                                  |
| | 0 - 1       | 3:06 - H. Sedin (D. Sedin, Lidström)          |             |                                  |
| Streit (Della Rossa, Plüss) - 8:37 | 1 - 1       |                                               |             |                                  |
| | 1 - 2       | 13:49 - Modin (Forsberg, Alfredsson)          |             |                                  |
| | 1 - 3       | 22:17 - Zetterberg (Holmström, K. Jönsson)    |             |                                  |
| | 1 - 4       | 29:07 - M. Sundin (Lidström, Alfredsson) (PP) |             |                                  |
| | 1 - 5       | M. Sundin (Forsberg, Tjärnqvist)              |             |                                  |
| Lemm (Rüthemann) - 40:49 | 2 - 5       |                                               |             |                                  |
| | 2 - 6       | 48:36 - Påhlsson (Alfredsson, Axelsson)       |             |                                  |

| Csapat | Helyezés |
| ------ | -------- |
| Svájc  | 6.       |

### Női
| Svájci nemzeti női jégkorongcsapat-játékoskeret | Svájci nemzeti női jégkorongcsapat-játékoskeret | Svájci nemzeti női jégkorongcsapat-játékoskeret | Svájci nemzeti női jégkorongcsapat-játékoskeret | Svájci nemzeti női jégkorongcsapat-játékoskeret | Svájci nemzeti női jégkorongcsapat-játékoskeret | Svájci nemzeti női jégkorongcsapat-játékoskeret |
| #                                               | Név                                             | Poszt                                           | Magasság                                        | Súly                                            | Kor                                             | Klub                                            |
| ----------------------------------------------- | ----------------------------------------------- | ----------------------------------------------- | ----------------------------------------------- | ----------------------------------------------- | ----------------------------------------------- | ----------------------------------------------- |
| 25                                              | Patricia Elsmore-Sautter                        | K                                               | 166                                             | 67                                              | 1979. február 28. (26 évesen)                   | Roseau                                          |
| 6                                               | Julia Marty                                     | V                                               | 170                                             | 72                                              | 1988. április 16. (17 évesen)                   | EV Zug                                          |
| 9                                               | Ruth Künzle                                     | V                                               | 166                                             | 65                                              | 1972. március 29. (33 évesen)                   | HC Lugano                                       |
| 10                                              | Nicole Bullo                                    | V                                               | 160                                             | 54                                              | 1987. május 18. (18 évesen)                     | HC Lugano                                       |
| 11                                              | Angela Frautschi                                | V                                               | 168                                             | 67                                              | 1987. június 5. (18 évesen)                     | DHC Langenthal                                  |
| 15                                              | Ramona Fuhrer                                   | V                                               | 163                                             | 68                                              | 1979. április 13. (26 évesen)                   | DHC Lyss                                        |
| 23                                              | Monika Leuenberger                              | V                                               | 180                                             | 82                                              | 1973. április 11. (32 évesen)                   | EV Zug                                          |
| 55                                              | Prisca Mosimann                                 | V                                               | 184                                             | 75                                              | 1975. március 19. (30 évesen)                   | DHC Langenthal                                  |
| 4                                               | Daniela Diaz                                    | T                                               | 170                                             | 66                                              | 1982. június 16. (23 évesen)                    | EV Zug                                          |
| 17                                              | Tina Schumacher                                 | T                                               | 160                                             | 60                                              | 1978. március 20. (27 évesen)                   | DHC Lyss                                        |
| 20                                              | Kathrin Lehmann                                 | T                                               | 172                                             | 68                                              | 1980. február 27. (25 évesen)                   | Lady Kodiaks Kornwestheim                       |
| 21                                              | Sandra Cattaneo                                 | T                                               | 166                                             | 64                                              | 1975. január 25. (31 évesen)                    | EHC Illnau-Effretikon                           |
| 22                                              | Silvia Bruggmann                                | T                                               | 168                                             | 54                                              | 1978. február 20. (27 évesen)                   | EV Zug                                          |
| 24                                              | Sandrine Ray                                    | T                                               | 163                                             | 60                                              | 1983. május 11. (22 évesen)                     | HC Lugano                                       |
| 27                                              | Laura Ruhnke                                    | T                                               | 172                                             | 74                                              | 1983. december 25. (22 évesen)                  | HC Lugano                                       |
| 41                                              | Florence Schelling                              | K                                               | 174                                             | 73                                              | 1989. március 9. (16 évesen)                    | GCK Lions                                       |
| 49                                              | Rachel Rochat                                   | T                                               | 180                                             | 68                                              | 1972. szeptember 10. (33 évesen)                | Needham                                         |
| 66                                              | Christine Meier                                 | T                                               | 169                                             | 66                                              | 1986. május 24. (19 évesen)                     | EHC Illnau-Effretikon                           |
| 69                                              | Stefanie Marty                                  | T                                               | 167                                             | 70                                              | 1988. április 16. (17 évesen)                   | EV Zug                                          |
| 75                                              | Jeanette Marty                                  | T                                               | 173                                             | 74                                              | 1975. augusztus 11. (30 évesen)                 | EV Zug                                          |
| Vezetőedző: Rene Kammerer                       | Vezetőedző: Rene Kammerer                       | Vezetőedző: Rene Kammerer                       | Vezetőedző: Rene Kammerer                       | Vezetőedző: Rene Kammerer                       | 1970. augusztus 14. (35 évesen)                 | 1970. augusztus 14. (35 évesen)                 |

- Posztok rövidítései: K – Kapus, V – Védő, T – Támadó
- Kor: 2006. február 15-i kora

#### Eredmények
B csoport
| Nemzet           | M | Gy | D | V | G+ | G– | Gk  | P |
| ---------------- | - | -- | - | - | -- | -- | --- | - |
| Egyesült Államok | 3 | 3  | 0 | 0 | 18 | 3  | 15  | 6 |
| Finnország       | 3 | 2  | 0 | 1 | 10 | 7  | +3  | 4 |
| Németország      | 3 | 1  | 0 | 2 | 2  | 9  | –7  | 2 |
| Svájc            | 3 | 0  | 0 | 3 | 1  | 12 | –11 | 0 |

| 2006. február 11. 18:05 | Egyesült Államok (USA) | 6 – 0 (1–0, 1–0, 4–0) | Svájc | Torino Esposizioni Nézőszám: 2900 |

| Jegyzőkönyv | Jegyzőkönyv | Jegyzőkönyv | Jegyzőkönyv | Jegyzőkönyv                           |
| --- | ----------- | ----------- | ----------- | ------------------------------------- |
| |             |             |             | Játékvezető: Katerina Ivicicova (CZE) |
| \| Ka. King (Potter) - 2:38 \| 1 – 0 \| \| \| Dunn-Luoma (SH2) - 32:27 \| 2 – 0 \| \| \| Wendell (Ruggiero, Potter) - 47:53 \| 3 – 0 \| \| \| Darwitz (Parsons) - 50:33 \| 4 – 0 \| \| \| Wendell (Potter) - 52:40 \| 5 – 0 \| \| \| Potter (Ruggiero) - 58:50 \| 6 – 0 \| \| |             |             |             |                                       |
| 18 perc | Büntetések  | 14 perc     |             |                                       |
| 56 | Lövések     | 9           |             |                                       |
| Ka. King (Potter) - 2:38 | 1 – 0       |             |             |                                       |
| Dunn-Luoma (SH2) - 32:27 | 2 – 0       |             |             |                                       |
| Wendell (Ruggiero, Potter) - 47:53 | 3 – 0       |             |             |                                       |
| Darwitz (Parsons) - 50:33 | 4 – 0       |             |             |                                       |
| Wendell (Potter) - 52:40 | 5 – 0       |             |             |                                       |
| Potter (Ruggiero) - 58:50 | 6 – 0       |             |             |                                       |

| 2006. február 13. 17:35 | Finnország (FIN) | 4 – 0 (1–0, 0–0, 3–0) | Svájc | Palasport Olimpico Nézőszám: 4259 |

| Jegyzőkönyv | Jegyzőkönyv | Jegyzőkönyv | Jegyzőkönyv | Jegyzőkönyv                      |
| --- | ----------- | ----------- | ----------- | -------------------------------- |
| |             |             |             | Játékvezető: Bianci Walter (GER) |
| \| Saa. Tuominen (Pelttari) (PP) - 14:10 \| 1 – 0 \| \| \| Rantamäki - 45:21 \| 2 – 0 \| \| \| Saarinen (Hoikkala, Tallus) - 51:58 \| 3 – 0 \| \| \| Pehkonen (Rantamäki) - 52:50 \| 4 – 0 \| \| |             |             |             |                                  |
| 18 perc | Büntetések  | 20 perc     |             |                                  |
| 41 | Lövések     | 18          |             |                                  |
| Saa. Tuominen (Pelttari) (PP) - 14:10 | 1 – 0       |             |             |                                  |
| Rantamäki - 45:21 | 2 – 0       |             |             |                                  |
| Saarinen (Hoikkala, Tallus) - 51:58 | 3 – 0       |             |             |                                  |
| Pehkonen (Rantamäki) - 52:50 | 4 – 0       |             |             |                                  |

| 2006. február 14. 18:05 | Svájc (SUI) | 1 – 2 (0–0, 1–2, 0–0) | Németország | Torino Esposizioni Nézőszám: 2000 |

| Jegyzőkönyv | Jegyzőkönyv | Jegyzőkönyv                            | Jegyzőkönyv | Jegyzőkönyv                      |
| --- | ----------- | -------------------------------------- | ----------- | -------------------------------- |
| |             |                                        |             | Játékvezető: Danyel Howard (USA) |
| \| \| 0 – 1 \| 23:16 - M. Lanzl (Becker) \| \| Schumacher (J. Marty) (PP) - 29:00 \| 1 – 1 \| \| \| \| 1 – 2 \| 29:36 - Oswald (M. Lanzl, Ritter) (PP) \| |             |                                        |             |                                  |
| 41 perc | Büntetések  | 18 perc                                |             |                                  |
| 22 | Lövések     | 31                                     |             |                                  |
| | 0 – 1       | 23:16 - M. Lanzl (Becker)              |             |                                  |
| Schumacher (J. Marty) (PP) - 29:00 | 1 – 1       |                                        |             |                                  |
| | 1 – 2       | 29:36 - Oswald (M. Lanzl, Ritter) (PP) |             |                                  |

Az 5–8. helyért
| 2006. február 17. 13:05 | Oroszország (RUS) | 6 – 2 (1–1, 4–1, 1–0) | Svájc | Torino Esposizioni Nézőszám: 2800 |

| Jegyzőkönyv | Jegyzőkönyv | Jegyzőkönyv                       | Jegyzőkönyv | Jegyzőkönyv                       |
| --- | ----------- | --------------------------------- | ----------- | --------------------------------- |
| |             |                                   |             | Játékvezető: Arina Ustinova (RUS) |
| \| Trefilova - 2:03 \| 1 – 0 \| \| \| \| 1 – 1 \| 10:52 - Rochat - 10:52 \| \| Burina (Misina, Barikina) - 25:14 \| 2 – 1 \| \| \| Misina (Szmolenceva) - 26:19 \| 3 – 1 \| \| \| Misina (Bjalkovszkaja) (PP) - 30:00 \| 4 – 1 \| \| \| \| 4 – 2 \| 31:55 - Lehmann (Cattaneo, Bullo) \| \| Misina (Szmolenceva) - 39:18 \| 5 – 2 \| \| \| Kapusztyina (Scselcskova) (PP) - 52:17 \| 6 – 2 \| \| |             |                                   |             |                                   |
| 16 perc | Büntetések  | 12 perc                           |             |                                   |
| 36 | Lövések     | 18                                |             |                                   |
| Trefilova - 2:03 | 1 – 0       |                                   |             |                                   |
| | 1 – 1       | 10:52 - Rochat - 10:52            |             |                                   |
| Burina (Misina, Barikina) - 25:14 | 2 – 1       |                                   |             |                                   |
| Misina (Szmolenceva) - 26:19 | 3 – 1       |                                   |             |                                   |
| Misina (Bjalkovszkaja) (PP) - 30:00 | 4 – 1       |                                   |             |                                   |
| | 4 – 2       | 31:55 - Lehmann (Cattaneo, Bullo) |             |                                   |
| Misina (Szmolenceva) - 39:18 | 5 – 2       |                                   |             |                                   |
| Kapusztyina (Scselcskova) (PP) - 52:17 | 6 – 2       |                                   |             |                                   |

A 7. helyért
| 2006. február 20. 13:05 | Svájc (SUI) | 11 – 0 (4–0, 6–0, 1–0) | Olaszország | Torino Esposizioni Nézőszám: 2500 |

| Jegyzőkönyv | Jegyzőkönyv | Jegyzőkönyv | Jegyzőkönyv | Jegyzőkönyv                          |
| --- | ----------- | ----------- | ----------- | ------------------------------------ |
| |             |             |             | Játékvezető: Stephanie Normand (CAN) |
| \| Diaz - 4:33 \| 1 – 0 \| \| \| Diaz (Mosimann) (PP) - 9:54 \| 2 – 0 \| \| \| J. Marty (Diaz) (PP) - 16:06 \| 3 – 0 \| \| \| Lehmann (S. Marty) - 16:41 \| 4 – 0 \| \| \| Ruhnke (Rochat) - 22:36 \| 5 – 0 \| \| \| J. Marty (Ruhnke) - 26:51 \| 6 – 0 \| \| \| Meier (Kunzle) - 31:09 \| 7 – 0 \| \| \| Lehmann (Mosimann) - 32:48 \| 8 – 0 \| \| \| Ruhnke (Rochat) - 33:16 \| 9 – 0 \| \| \| S. Marty (Lehmann) - 35:37 \| 10 – 0 \| \| \| S. Marty (Lehmann) - 56:08 \| 11 – 0 \| \| |             |             |             |                                      |
| 20 perc | Büntetések  | 20 perc     |             |                                      |
| 53 | Lövések     | 29          |             |                                      |
| Diaz - 4:33 | 1 – 0       |             |             |                                      |
| Diaz (Mosimann) (PP) - 9:54 | 2 – 0       |             |             |                                      |
| J. Marty (Diaz) (PP) - 16:06 | 3 – 0       |             |             |                                      |
| Lehmann (S. Marty) - 16:41 | 4 – 0       |             |             |                                      |
| Ruhnke (Rochat) - 22:36 | 5 – 0       |             |             |                                      |
| J. Marty (Ruhnke) - 26:51 | 6 – 0       |             |             |                                      |
| Meier (Kunzle) - 31:09 | 7 – 0       |             |             |                                      |
| Lehmann (Mosimann) - 32:48 | 8 – 0       |             |             |                                      |
| Ruhnke (Rochat) - 33:16 | 9 – 0       |             |             |                                      |
| S. Marty (Lehmann) - 35:37 | 10 – 0      |             |             |                                      |
| S. Marty (Lehmann) - 56:08 | 11 – 0      |             |             |                                      |

| Csapat | Helyezés |
| ------ | -------- |
| Svájc  | 7.       |

## Műkorcsolya
| Versenyző        | Versenyszám  | Rövid program | Rövid program | Kűr     | Kűr     | Összesítés | Összesítés |
| Versenyző        | Versenyszám  | Pont          | Hely.         | Pont    | Hely.   | Pont       | Helyezés   |
| ---------------- | ------------ | ------------- | ------------- | ------- | ------- | ---------- | ---------- |
| Stéphane Lambiel | Férfi egyéni | 79,04         | 3.            | 152,17  | 4.      | 231,21     |            |
| Jamal Othman     | Férfi egyéni | 52,18         | 27.           | kiesett | kiesett | kiesett    | kiesett    |
| Sarah Meier      | Női egyéni   | 55,57         | 10.           | 100,56  | 8.      | 156,13     | 8.         |

## Síakrobatika
Ugrás
| Versenyző      | Versenyszám | Selejtező | Selejtező | Döntő   | Döntő    |
| Versenyző      | Versenyszám | Pont      | Helyezés  | Pont    | Helyezés |
| -------------- | ----------- | --------- | --------- | ------- | -------- |
| Thomas Lambert | Férfi       | 214,77    | 14.       | kiesett | kiesett  |
| Renato Ulrich  | Férfi       | 225,75    | 11.       | 204,75  | 10.      |
| Evelyne Leu    | Női         | 180,37    | 4.        | 202,55  |          |
| Manuela Müller | Női         | 168,31    | 9.        | 159,14  | 7.       |

## Sífutás
Férfi
| Versenyző                                                     | Versenyszám     | Selejtező | Selejtező | Negyeddöntő | Negyeddöntő | Elődöntő | Elődöntő | B döntő | B döntő | Döntő     | Döntő    |
| Versenyző                                                     | Versenyszám     | Idő       | Hely.     | Idő         | Hely.       | Idő      | Hely.    | Idő     | Hely.   | Idő       | Helyezés |
| ------------------------------------------------------------- | --------------- | --------- | --------- | ----------- | ----------- | -------- | -------- | ------- | ------- | --------- | -------- |
| Reto Burgermeister                                            | 30 km           |           |           |             |             |          |          |         |         | 1:25:49,9 | 59.      |
| Christoph Eigenmann                                           | Sprint          | 2:20,46   | 30.       | 2:25,6      | 6.          | kiesett  | kiesett  | kiesett | kiesett | kiesett   | 30.      |
| Remo Fischer                                                  | 30 km           |           |           |             |             |          |          |         |         | 1:20:19,7 | 36.      |
| Remo Fischer                                                  | 50 km           |           |           |             |             |          |          |         |         | 2:06:40,9 | 21.      |
| Toni Livers                                                   | 30 km           |           |           |             |             |          |          |         |         | 1:21:08,2 | 40.      |
| Toni Livers                                                   | 50 km           |           |           |             |             |          |          |         |         | 2:07:25,4 | 32.      |
| Christian Stebler                                             | 15 km           |           |           |             |             |          |          |         |         | 40:38,6   | 29.      |
| Christian Stebler                                             | 50 km           |           |           |             |             |          |          |         |         | 2:11:13,0 | 50.      |
| Reto Burgermeister Christoph Eigenmann                        | Csapatsprint    | 18:00,6   | 8.        |             |             |          |          |         |         | kiesett   | 15.      |
| Reto Burgermeister Christian Stebler Toni Livers Remo Fischer | 4 × 10 km váltó |           |           |             |             |          |          |         |         | 1:45:10,9 | 7.       |

Női
| Versenyző                                                               | Versenyszám    | Selejtező | Selejtező | Negyeddöntő | Negyeddöntő | Elődöntő | Elődöntő | B döntő | B döntő | Döntő     | Döntő    |
| Versenyző                                                               | Versenyszám    | Idő       | Hely.     | Idő         | Hely.       | Idő      | Hely.    | Idő     | Hely.   | Idő       | Helyezés |
| ----------------------------------------------------------------------- | -------------- | --------- | --------- | ----------- | ----------- | -------- | -------- | ------- | ------- | --------- | -------- |
| Seraina Boner                                                           | 10 km          |           |           |             |             |          |          |         |         | 30:58,0   | 41.      |
| Natascia Leonardi Cortesi                                               | 15 km          |           |           |             |             |          |          |         |         | 45:34,3   | 24.      |
| Natascia Leonardi Cortesi                                               | 30 km          |           |           |             |             |          |          |         |         | 1:25:32,0 | 16.      |
| Seraina Mischol                                                         | Sprint         | 2:18,83   | 32.       | kiesett     | kiesett     | kiesett  | kiesett  | kiesett | kiesett | kiesett   | 32.      |
| Seraina Mischol                                                         | 10 km          |           |           |             |             |          |          |         |         | 29:30,4   | 15.      |
| Laurence Rochat                                                         | Sprint         | 2:17,73   | 26.       | 2:18,9      | 3.          | kiesett  | kiesett  | kiesett | kiesett | kiesett   | 15.      |
| Laurence Rochat                                                         | 10 km          |           |           |             |             |          |          |         |         | 30:02,2   | 25.      |
| Seraina Mischol Laurence Rochat Natascia Leonardi Cortesi Seraina Boner | 4 × 5 km váltó |           |           |             |             |          |          |         |         | 56:52,4   | 11.      |

## Síugrás
| Versenyző                                                   | Versenyszám | Selejtező | Selejtező | 1. ugrás | 1. ugrás | 2. ugrás | 2. ugrás | Összesítés | Összesítés |
| Versenyző                                                   | Versenyszám | Pont      | Hely.     | Pont     | Hely.    | Pont     | Hely.    | Pont       | Helyezés   |
| ----------------------------------------------------------- | ----------- | --------- | --------- | -------- | -------- | -------- | -------- | ---------- | ---------- |
| Simon Ammann                                                | Normálsánc  | 106,0     | 33.*      | 107,0    | 38.*     | kiesett  | kiesett  | kiesett    | kiesett    |
| Simon Ammann                                                | Nagysánc    | 111,7     | 4.        | 104,4    | 20.      | 113,6    | 16.      | 218,0      | 15.        |
| Andreas Küttel                                              | Normálsánc  |           |           | 133,5    | 4.       | 129,0    | 8.       | 262,5      | 5.         |
| Andreas Küttel                                              | Nagysánc    |           |           | 120,0    | 6.       | 119,1    | 10.      | 239,1      | 6.         |
| Guido Landert                                               | Normálsánc  | 116,0     | 19.       | 97,0     | 48.      | kiesett  | kiesett  | kiesett    | kiesett    |
| Guido Landert                                               | Nagysánc    | 74,4      | 34.       | 85,3     | 37.      | kiesett  | kiesett  | kiesett    | kiesett    |
| Michael Möllinger                                           | Normálsánc  | 127,0     | 4.**      | 126,5    | 12.      | 122,5    | 15.*     | 249,0      | 13.*       |
| Michael Möllinger                                           | Nagysánc    | 91,3      | 17.       | 104,9    | 19.      | 120,0    | 9.       | 224,9      | 13.        |
| Simon Ammann Andreas Küttel Guido Landert Michael Möllinger | Csapat      |           |           | 424,2    | 8.       | 462,7    | 6.       | 886,9      | 7.         |

* - egy másik versenyzővel azonos eredményt ért el

** - két másik versenyzővel azonos eredményt ért el

## Snowboard
Halfpipe
| Versenyző             | Versenyszám | 1. selejtező | 1. selejtező | 2. selejtező | 2. selejtező | Döntő      | Döntő      | Döntő   | Helyezés |
| Versenyző             | Versenyszám | Pont         | Hely.        | Pont         | Hely.        | 1. forduló | 2. forduló | Hely.   | Helyezés |
| --------------------- | ----------- | ------------ | ------------ | ------------ | ------------ | ---------- | ---------- | ------- | -------- |
| Therry Brunner        | Férfi       | 23,0         | 26.          | 9,2          | 33.          | kiesett    | kiesett    | kiesett | 39.      |
| Frederik Kalbermatten | Férfi       | 16,8         | 32.          | 30,8         | 18.          | kiesett    | kiesett    | kiesett | 24.      |
| Markus Keller         | Férfi       | 33,7         | 12.          | 38,3         | 5.           | 29,3       | 38,5       | 7.      | 7.       |
| Gian Simmen           | Férfi       | 32,0         | 14.          | 33,8         | 13.          | kiesett    | kiesett    | kiesett | 19.      |
| Manuela Pesko         | Női         | 7,1          | 32.          | 36,9         | 3.           | 35,9       | 14,2       | 7.      | 7.       |

Parallel giant slalom
| Versenyző      | Versenyszám | Selejtező | Selejtező | Nyolcaddöntő                     | Negyeddöntő                    | Elődöntő                                      | Döntő                                          | Helyezés |
| Versenyző      | Versenyszám | Idő       | Hely.     | Ellenfél Eredmény                | Ellenfél Eredmény              | Ellenfél Eredmény                             | Ellenfél Eredmény                              | Helyezés |
| -------------- | ----------- | --------- | --------- | -------------------------------- | ------------------------------ | --------------------------------------------- | ---------------------------------------------- | -------- |
| Heinz Inniger  | Férfi       | 1:09,96   | 3.        | Harald Walder (AUT) · -0,66      | Sigi Grabner (AUT) · +0,61     | 5–8. helyért · Rok Flander (SLO) · -0,14      | 5. helyért · Dejan Košir (SLO) · -0,42         | 5.       |
| Gilles Jaquet  | Férfi       | 1:10,47   | 5.        | Roland Fischnaller (ITA) · -0,51 | Mathieu Bozzetto (FRA) · +1,54 | 5–8. helyért · Dejan Košir (SLO) · +4,55      | 7. helyért · Rok Flander (SLO) · +0,41         | 8.       |
| Philipp Schoch | Férfi       | 1:09,83   | 2.        | Emanuel Oppliger (AUS) · -1,37   | Rok Flander (SLO) · -1,07      | Sigi Grabner (AUT) · -0,34                    | Simon Schoch (SUI) · -0,73                     |          |
| Simon Schoch   | Férfi       | 1:09,38   | 1.        | Daniel Biveson (SWE) · -0,52     | Dejan Košir (SLO) · -1,27      | Mathieu Bozzetto (FRA) · -0,38                | Philipp Schoch (SUI) · +0,73                   |          |
| Ursula Bruhin  | Női         | 1:21,47   | 7.        | Heidi Krings (AUT) · -2,06       | Rosey Fletcher (USA) · +0,15   | 5–8. helyért · Julie Pomagalski (FRA) · +4,76 | 7. helyért · Szvetlana Boldikova (RUS) · -1,74 | 7.       |
| Daniela Meuli  | Női         | 1:21,36   | 6.        | Doresia Krings (AUT) · -1,00     | Julie Pomagalski (FRA) · -1,43 | Rosey Fletcher (USA) · -3,70                  | Amelie Kober (GER) · -15,97                    |          |

Snowboard cross
| Versenyző       | Versenyszám | Selejtező | Selejtező | Nyolcaddöntő | Negyeddöntő | Elődöntő | Döntő      | Helyezés |
| Versenyző       | Versenyszám | Idő       | Hely.     | Helyezés     | Helyezés    | Helyezés | Helyezés   | Helyezés |
| --------------- | ----------- | --------- | --------- | ------------ | ----------- | -------- | ---------- | -------- |
| Marco Huser     | Férfi       | 1:20,26   | 2.        | 2.           | 3.          |          | C-döntő 1. | 9.       |
| Ueli Kestenholz | Férfi       | 1:22,32   | 21.       | 4.           | kiesett     | kiesett  | kiesett    | 25.      |
| Mellie Francon  | Női         | 1:32,30   | 14.       |              | 1.          | 3.       | B-döntő 1. | 5.       |
| Tanja Frieden   | Női         | 1:29,77   | 4.        |              | 1.          | 2.       | 1.         |          |
| Olivia Nobs     | Női         | 1:30,44   | 7.        |              | 3.          |          | C-döntő 3. | 11.      |

## Szánkó
| Versenyző      | Versenyszám | 1. futam | 1. futam | 2. futam | 2. futam | 3. futam | 3. futam | 4. futam | 4. futam | Összesítés | Összesítés |
| Versenyző      | Versenyszám | Idő      | Hely.    | Idő      | Hely.    | Idő      | Hely.    | Idő      | Hely.    | Idő        | Helyezés   |
| -------------- | ----------- | -------- | -------- | -------- | -------- | -------- | -------- | -------- | -------- | ---------- | ---------- |
| Stefan Höhener | Férfi egyes | 52,459   | 17.      | 51,989   | 12.      | 52,124   | 15.      | 52,212   | 17.      | 3:28,784   | 15.        |
| Martina Kocher | Női egyes   | 47,548   | 9.       | 47,410   | 9.       | 47,276   | 7.       | 47,357   | 11.      | 3:09,591   | 9.         |

## Szkeleton
| Versenyző           | Versenyszám | 1. futam | 1. futam | 2. futam | 2. futam | Összesítés | Összesítés |
| Versenyző           | Versenyszám | Idő      | Hely.    | Idő      | Hely.    | Idő        | Helyezés   |
| ------------------- | ----------- | -------- | -------- | -------- | -------- | ---------- | ---------- |
| Gregor Stähli       | Férfi       | 58,39    | 5.       | 58,41    | 3.       | 1:56,80    |            |
| Tanja Morel         | Női         | 1:00,85  | 5.       | 1:01,65  | 9.       | 2:02,50    | 7.         |
| Maya Pedersen-Bieri | Női         | 59,64    | 1.       | 1:00,19  | 1.       | 1:59,83    |            |